# Armee (Luxemburg)
Die Armee Luxemburgs (luxemburgisch Lëtzebuerger Arméi) umfasst die Streitkräfte des Großherzogtums Luxemburg. Sie besitzt eine ca. 900 Mann starke, ausschließlich leichtbewaffnete, Freiwilligenarmee. Die luxemburgische Armee ist in ein Infanteriebataillon mit zwei Aufklärungskompanien gegliedert. Mit einer dieser beiden Kompanien beteiligt sich Luxemburg am Eurokorps.
Obwohl ein Bataillon üblicherweise von einem Bataillonskommandeur, meist im Rang eines Oberstleutnants, seltener dem eines Majors, geführt wird, führt der luxemburgische Kommandeur trotz der geringen Truppenstärke seit dem 1. Februar 2013 den Rang eines Generals.

## Übersicht
Die Armee Luxemburgs ist in die NATO integriert und im Rahmen ihres verfassungsmäßigen Auftrages organisiert und ausgebildet. Der Wehrdienst ist freiwillig; seine Ableistung erleichtert allerdings den Zugang zu einer Laufbahn im Staatsdienst (z. B. Polizei, Zoll, Strafvollzug). Trotz geringer Kapazitäten beteiligt sich Luxemburg an internationalen Friedensmissionen auf dem Balkan (NATO-Einsatz KFOR im Kosovo, EUFOR in Bosnien-Herzegowina oder EU-Einsatz in Mazedonien) sowie an der ISAF-Mission in Afghanistan mit zwölf Soldaten. Außerdem ist Luxemburg an den UN-Missionen im Libanon, Sudan und im Kongo beteiligt.
Zur solidarischen Unterstützung Frankreichs nach den Terroranschlägen in Paris im November 2015 hatte Luxemburg im gleichen Jahr angekündigt, seine Streitkräfte in Mali zu verdoppeln, nämlich von einem auf zwei Soldaten. Dies hat für internationalen Spott gesorgt.
Die Organisation der Luxemburgischen Armee geht auf das Gesetz vom 29. Juni 1967 zurück. Eigene Marine und Luftwaffe besitzt Luxemburg nicht, arbeitet jedoch sicherheitspolitisch eng mit seinem Nachbarland Belgien zusammen. Die luxemburgischen Streitkräfte haben ein Airbus-A400M-Militärtransportflugzeug bestellt; dieses sollte jedoch – weil es sich nicht lohnen würde, einen militärischen Bereich am Luxemburger Flughafen einzurichten – in Brüssel stationiert und vom NATO-Mitglied Belgien gewartet werden. Zwischenzeitlich stand das gesamte Projekt vor einem möglichen Totalausfall.
Im Augenblick sind drei Transportpiloten im „15ième Wing“ der belgischen Luftstreitkräfte bei Melsbroek integriert, insgesamt wurden sechs Piloten ausgebildet. Das Transportflugzeug A400M wurde im Oktober 2020 ausgeliefert und kostet 196 Millionen Euro. Die geplante Lebensdauer beträgt 35 Jahre und zusätzlich werden pro Jahr etwa 12 Millionen Euro aufgewendet, so dass das Projekt rund 620 Millionen Euro kosten wird. Das Flugzeug ist in Melsbroek (Belgien) stationiert und wird sowohl für zivile wie militärische Zwecke zur Verfügung stehen.

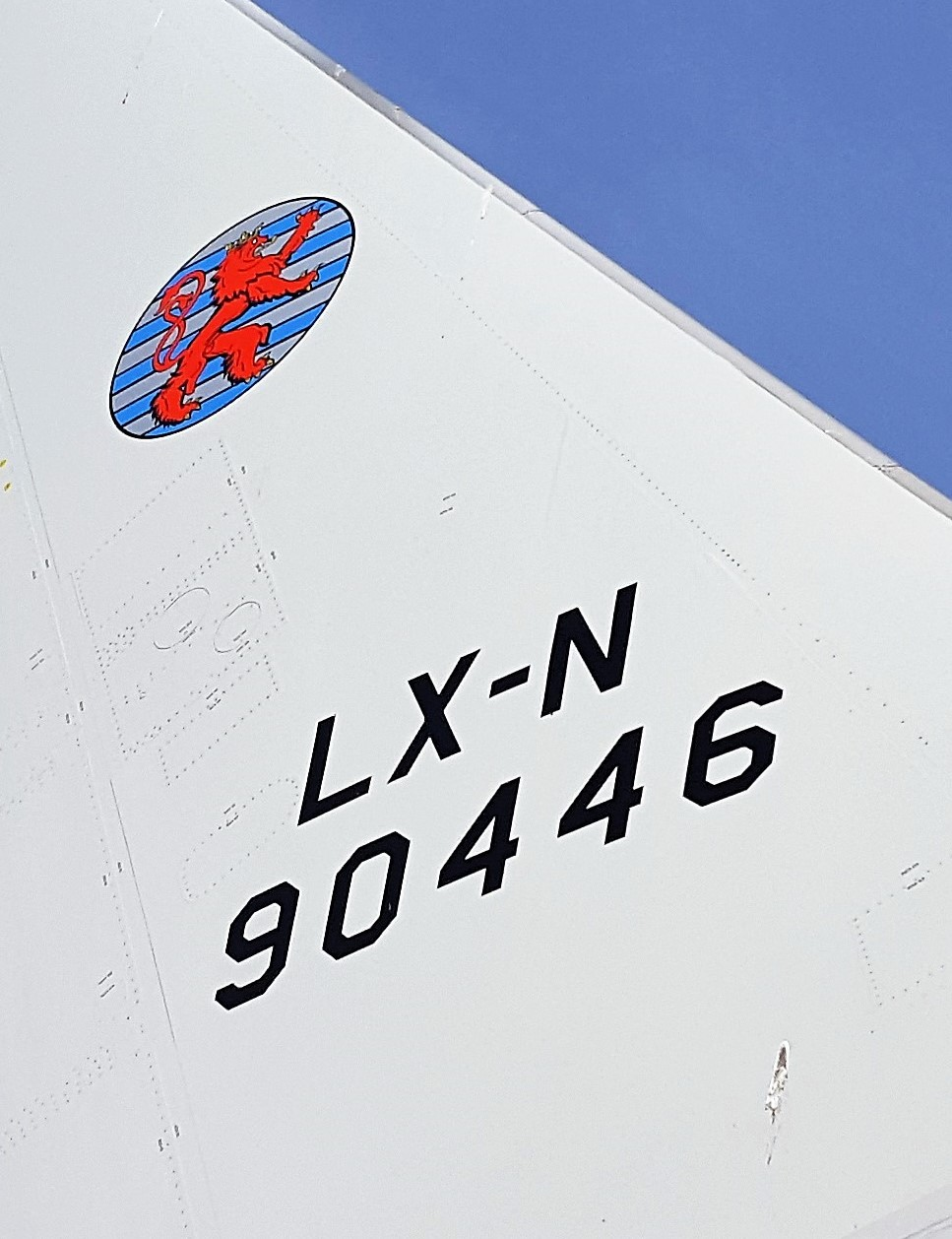
Leitwerk einer AWACS-Boeing mit Luxemburger Kennzeichen

Die Aufklärungsflugzeuge der NATO vom Typ E-3A Sentry (AWACS) sind in Luxemburg registriert, weil Luxemburg sich ebenfalls an dem Projekt des Verteidigungsbündnisses beteiligen wollte, aber kein Personal stellen konnte.
Der Verteidigungshaushalt betrug im Jahr 2004 rund 208 Millionen Euro oder 0,8 Prozent des Bruttoinlandsprodukts.
Luxemburgs ehemaliger Armee-Chef Michel Gretsch hob am 2. Mai 2014 hervor, dass man die militärische Bedeutung Luxemburgs nicht überschätzen dürfe. Er habe bei einer Gelegenheit festgestellt, dass Luxemburg aus US-Sicht als Teil des Saarlands gegolten habe. Luxemburg habe sich dies selbst zuzuschreiben: „Hier wurde immer nur von der Nato profitiert. Wir galten als Schmarotzer.“

### Voraussetzungen zur Rekrutierung
Um sich in der luxemburgischen Armee verpflichten zu können, muss man folgende Voraussetzungen erfüllen:
- Die luxemburgische Staatsangehörigkeit oder die eines anderen EU-Mitgliedstaates besitzen und mindestens drei Jahre in Luxemburg wohnhaft sein.
- Zwischen 18 und 26 Jahren alt sein.
- Keine Krankheiten oder Behinderungen haben, die nicht mit dem Militärdienst zu vereinbaren sind.
- Die nötigen intellektuellen, moralischen und physischen Fähigkeiten besitzen.

## Geschichte

### Miliz
Die erste luxemburgische Armee entstand in Form einer Miliz am 8. Januar 1817 auf Anordnung durch Wilhelm I., König der Niederlande und erster Großherzog Luxemburgs. Die Miliz mit einer Stärke von rund 3.000 Mann musste bis 1840 ihren Dienst in der Niederländischen Armee leisten. Das erste Jahr der fünfjährigen Wehrpflicht umfasste einen ganzjährigen aktiven Dienst, wohingegen der Wehrpflichtige die folgenden vier Jahre lediglich für drei Monate mobilisiert wurde.
Während der belgischen Revolution (1830–1839) wurde die Wehrpflicht nicht angewandt.

### Bundeskontingent (1841–1867)
Das Bundeskontingent als Teil des Bundesheeres des Deutschen Bundes bestand in der Zeit, als Luxemburg zum Deutschen Bund gehörte. Nach dem preußischen Sieg im Deutschen Krieg von 1866 löste sich der Deutsche Bund auf und Frankreich versuchte Luxemburg zu annektieren. Das entfachte die Luxemburgkrise, die 1867 mit dem 2. Londoner Vertrag endete und in der Luxemburg für immer neutral erklärt und die Deutsche Bundesfestung Luxemburg geschleift wurde.

### Jägerkorps (1867–1881)
Am 10. September 1867 wurde durch einen Erlass des Großherzogs ein Jägerkorps (Corps de Chasseurs Luxembourgeois) gegründet, das eine Stärke von 1.568 Mann aufwies. Im Jahre 1881 erfolgte die Auflösung der Miliz.

### Gendarmerie- und Freiwilligenkorps (1881–1940)

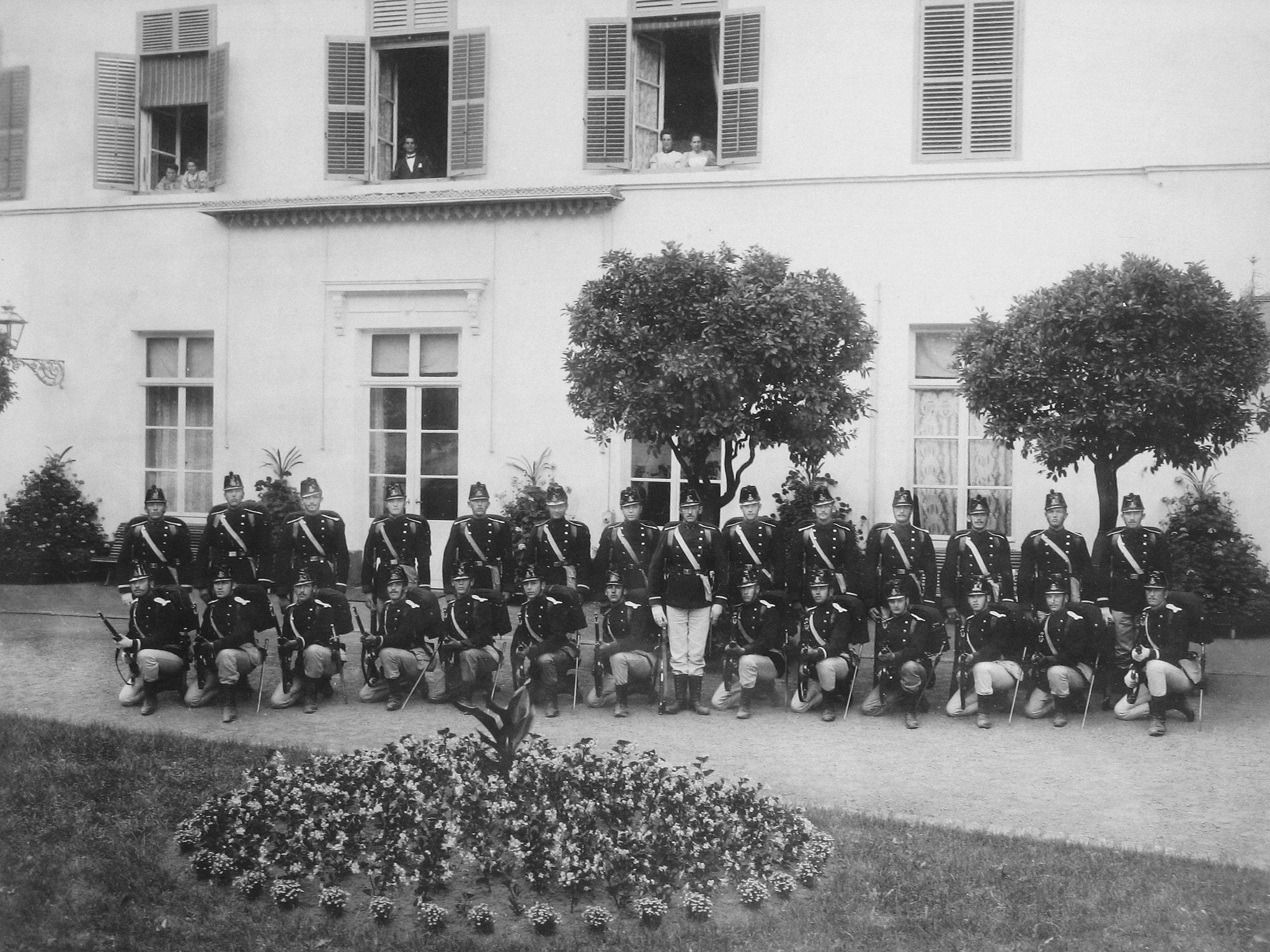
Das Luxemburger Korps der Gendarmen und Freiwilligen, um 1910

Am 16. Februar 1881 wurde das Corps des Gendarmes et Volontaires gegründet, was als Geburtsstunde der heutigen Luxemburger Armee gilt. Es umfasste anfangs eine Kompanie Gendarmen (125 Mann) und eine Kompanie Freiwilliger (250 Mann) sowie neun Offiziere. Obwohl Luxemburg während des Ersten Weltkrieges offiziell neutral war, dienten viele Luxemburger als Freiwillige in der französischen Armee. Im Jahre 1940 umfasste die Armee 13 Offiziere, 255 Gendarmen und 425 Freiwillige.

### Situation im Zweiten Weltkrieg
Bei der Invasion am 10. Mai 1940 stießen die deutschen Truppen auf keinen nennenswerten Widerstand, da die Luxemburger Freiwilligenkompanie in der Kaserne geblieben war. Aufgrund der enormen militärischen Überlegenheit des Gegners hätte sie ohnehin nichts ausrichten können.
Während des Krieges wurden 11.160 Luxemburger Zwangsrekrutierte (Zwangsrekrutéierten) völkerrechtswidrig zum Kriegsdienst in der Wehrmacht verpflichtet. Von ihnen entzogen sich 3.510 dem Militärdienst, 2.848 wurden getötet und 96 blieben vermisst.
Viele junge Luxemburger schlossen sich den luxemburgischen, französischen und belgischen Untergrundbewegungen an. Die Aktionen beschränkten sich dabei hauptsächlich auf eine psychologische Kriegsführung und weniger auf bewaffneten Widerstand. Das Hauptverdienst der Bewegungen, welches nicht unterschätzt werden sollte, war die moralische Unterstützung der Bevölkerung etwa durch Verteilen von Flugzetteln oder Wandmalereien, aber auch das Verstecken von Wehrdienstverweigerern und anderen Verfolgten.

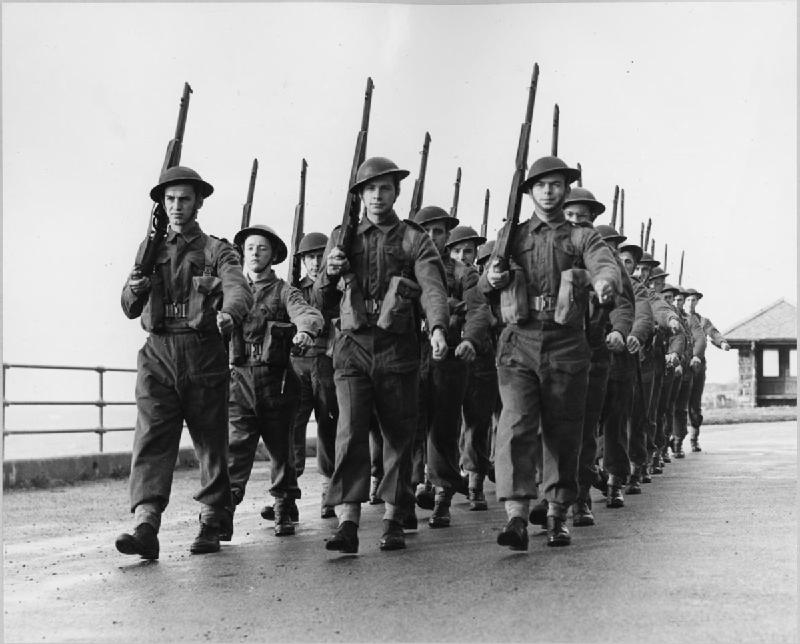
Luxemburger Exil-Truppen beim Exerzieren, England 1943

Zudem gab es viele Luxemburger, die mithilfe von Schleusern außer Landes gebracht wurden und sich nach England durchschlagen konnten. Da Luxemburg keine eigenen Streitkräfte besaß, mit denen man gegen die Deutschen kämpfen konnte, schlossen sich die luxemburgischen Freiwilligen hauptsächlich der belgischen Brigade Piron an. Am 31. März 1944 wurde zudem ein extra für Luxemburger eingerichtetes Peloton geschaffen. Die 350 Luxemburger, die in britischer Uniform in der Brigade dienten und kämpften, beteiligten sich an der Befreiung Luxemburgs.
Auch der spätere Großherzog Jean nahm als Soldat an der Befreiung teil. Nachdem er an der kanadischen Universität Laval (Québec) studiert hatte, trat er am 29. November 1942 in das britische Regiment der „Irish Guards“ ein und war als aktiver Soldat an der Befreiung des Kontinents beteiligt. Am 11. Juni 1944 landete er in der Normandie und beteiligte sich an der Schlacht um Caen und der Befreiung Brüssels. Am 10. September 1944, dem Tag der Befreiung der Stadt Luxemburg, wurde Jean nach Luxemburg abkommandiert, wo er am Nachmittag von der Bevölkerung begeistert empfangen wurde. Kurz vor Ende des Krieges diente er in einer Einheit, die Arnheim befreite und in der Ardennenoffensive mitkämpfte.

### Nachkriegszeit
Die Wehrpflicht wurde in Luxemburg auf großherzoglichen Beschluss am 30. November 1944 eingeführt. In der Nachkriegszeit umfasste die Armee ca. 2.500 Soldaten, während im Kriegsfall eine theoretische Stärke von 25.000 Mann zur Verfügung stehen sollte. Sie bestand aus einer Infanterieabteilung mit fünf Infanteriebataillonen, einer Artillerieabteilung mit 24 Geschützen und der Großherzoglichen Garde. Luxemburg war Gründungsmitglied der NATO.
Zwischen 1950 und 1953 beteiligte sich Luxemburg mit 85 Freiwilligen am Koreakrieg. Das erste Freiwilligenkontingent nach Korea unter Joseph Wagener wurde am 2. Oktober 1950 vom luxemburgischen Prinz Félix im Rahmen einer feierlichen Zeremonie im Kasernenhof des Heilig-Geist-Plateaus verabschiedet. Rodolphe (Rudy) Lutty war der Kommandant des zweiten Luxemburger Kontingents (42 Mann). Der Koreakrieg war bislang der einzige Krieg, an dem die Luxemburger Armee nach dem Zweiten Weltkrieg aktiv teilgenommen hat. In Dongducheon steht ein Kriegsdenkmal zu Ehren der belgischen und luxemburgischen Soldaten im Koreakrieg. Insgesamt sind von diesem belgisch-luxemburgischen Kontingent 97 Menschen gestorben, fünf werden vermisst und 350 wurden verwundet. Im August und September 1952 sind zwei Mitglieder des zweiten luxemburgischen Kontingents, Caporal Roger Stutz († 22. August 1952) und Sergeant Robert Mores († 26. September 1952), getötet worden. Insgesamt wurden 17 luxemburgische Soldaten im Koreakrieg verletzt.
Bis 1955 waren Luxemburger Soldaten als alliierte Besatzungstruppe in und bei Bitburg in Westdeutschland stationiert. Zum Jahr 1967 wurde der obligatorische Militärdienst abgeschafft und durch eine Freiwilligenarmee ersetzt, die bis heute besteht. Dabei wurde auch die Großherzogliche Garde am 28. Februar 1966 offiziell aufgelöst.

## Aktuelle Gliederung

### Armee
Die luxemburgische Armee besteht aus vier Kompanien, die einem Kommando namens Centre militaire unterstehen. Der Kommandeur der Armee führt trotz der geringen Truppenstärke seit dem 1. Februar 2013 den Rang eines Generals.
Die luxemburgische Armee verfügt über ein Infanteriebataillon, das in zwei Aufklärungskompanien (Compagnie A und Compagnie D) gegliedert ist. Mit einer dieser beiden Kompanien beteiligt sich Luxemburg am Eurokorps. Die Compagnie B umfasst Logistik, die Compagnie C bildet die Compagnie Commandement et instruction.

### Luftkomponente
Luxemburg verfügt nur über eine Armee und keine Luftwaffe. Lediglich 2 Airbus H145M der Polizei werden vom Militär mitgenutzt. Darüber hinaus sind die Aufklärungsflugzeuge des NATO Airborne Early Warning and Control Programme Management Organisation (NAPMO) vom Typ E-3A Sentry (AWACS) in Luxemburg registriert, weil Luxemburg sich an dem Projekt des Verteidigungsbündnisses beteiligen wollte.

### Zusammenarbeit der Beneluxstaaten
Am 24. März 2016 wurde an der niederländischen Verteidigungsakademie in Breda eine Absichtserklärung unterzeichnet, um die bestehende Zusammenarbeit des Militärzentrums in Diekirch mit der damaligen belgischen „Motorisierten Brigade“ und der niederländischen 11 Luchtmobiele Brigade zu vertiefen. Die drei Staaten bündeln ihre Kräfte in Bereichen wie Übungen, Training und Ausbildung. Sie tauschen auch Wissen über Doktrinen, taktische und technische Verfahren sowie Erfahrungen aus Einsätzen aus. Schon vor dieser Vereinbarung haben die Streitkräfte der beteiligten Ländern intensiv zusammengearbeitet, die Absichtserklärung gab dieser Kooperation jedoch einen offizielleren und strukturierteren Rahmen. Ziel der Partnerschaft ist es, die militärische Effektivität zu erhöhen und, wenn möglich, Kosten zu sparen.
Luxemburg hat gemeinsam mit den belgischen Luftstreitkräften ein Airbus A400M Transportflugzeug gekauft. Dieses Flugzeug wurde im Oktober 2020 ausgeliefert und wird, gemeinsam mit den sieben von Belgien bestellten Maschinen, durch die belgischen Luftstreitkräfte auf dem Militärflughafen Melsbroek (Zaventem) betrieben.
Am 28. Juli 2016 kündigte die niederländische Verteidigungsministerin Jeanine Hennis-Plasschaert in einem Schreiben an das Unterhaus an, dass ab 2020 die beiden vorhandenen niederländischen KDC-10-Tankflugzeuge schrittweise durch zwei Airbus A330 MRTT-Tank-/Transportflugzeuge ersetzt werden sollen und dass sich Luxemburg an dieser Bestellung beteiligen würde. Belgien signalisierte, diesem niederländisch-luxemburgischen Tanker-/Transportflugzeug-Pool beizutreten und unterzeichnete 2017 die offizielle Absichtserklärung, dem Kaufprogramm beizutreten und einen weiteren Airbus A330 MRTT zu erwerben. Im Februar 2018 bestätigte Belgien formell seine Teilnahme an der Kooperation und bestellte einen A330 MRTT. Aus diesem Multinational MRTT Fleet (MMF) genanntem Projekt entwickelte sich unter Initiative der Europäischen Verteidigungsagentur der Plan zur Aufstellung eines europäischen Tankflugzeug-Verbandes, der schließlich am 10. Juli 2019 durch den Vorsitzenden des Multinational Executive Board (MEB), Kommodore Dick Kreiter in Eindhoven unter dem Namen Multinational MRTT Unit (MMU) aufgestellt wurde. An der MMU beteiligen sich aktuell (Stand Januar 2021) sechs NATO-Staaten.
Im September 2020 beschloss Luxemburg seine Beteiligung am Programm zu erweitern und die Zahl der vertraglich vereinbarten Flugstunden von 200 auf 1200 pro Jahr zu erhöhen. Dies führte zu der Umwandlung einer weiteren Option auf einen A330 MRTT im Namen der NATO-Agentur für Unterstützung und Beschaffung (NSPA) zu einem Festauftrag. Luxemburg will mit diesem Schritt anderen NATO-Staaten ermöglichen, ihren Bedarf an Luftbetankung, strategischem Transport und medizinischer Evakuierung zu decken. Mit der Vertragserweiterung auf nun 9 A330 MRTT für die MMU, verbleibt noch eine Optionen auf zwei weitere Flugzeuge, die bei Bedarf nachbestellt werden können.
Im Juni 2023 unterschrieben Belgien und Luxemburg ein Abkommen zur Aufstellung eines gemeinsamen Aufklärungsbataillons mit 700 Soldaten. Die Einheit soll ab 2025 in Marche-en-Famenne (Belgien) aufgestellt werden. Als weitere Standorte sind langfristig Arlon (Belgien) und Diekirch (Luxemburg) geplant. Mit der vollen Einsatzbereitschaft wird zwischen 2030 und 2033 gerechnet. Im Mai 2024 wurde ein entsprechendes Gesetz ins luxemburgische Parlament eingebracht, das die Beschaffung von insgesamt 186 Fahrzeugen für das neue Bataillon vorsieht, darunter 38 gepanzerte Aufklärungs- und Kampffahrzeuge Jaguar (EBRC), 16 gepanzerte Mehrzweckfahrzeuge Griffon (VBMR) und 5 leichte Mehrzweckpanzerfahrzeuge Serval (VBMR-L) in einem Gesamtwert von 2,6 Mrd. Euro.

## Ausrüstung

Steyr AUG A1.

### Schusswaffen
- Pistole Glock 17 9 mm
- Sturmgewehr Steyr AUG HBAR 5,56 mm
- leichtes Maschinengewehr FN Minimi SPW 5,56 mm
- schweres Maschinengewehr Browning M2 HB, 12,7 mm

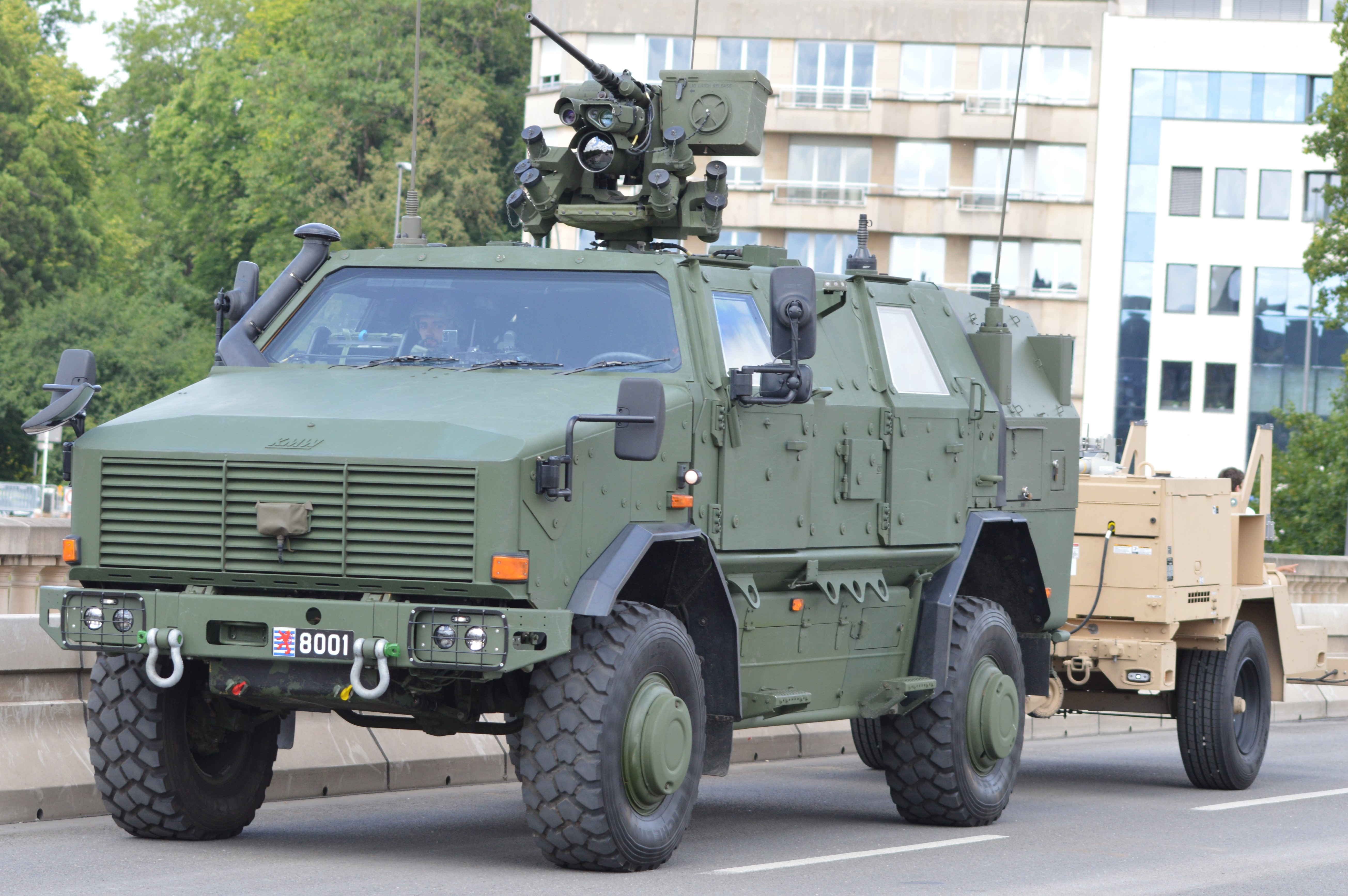
DINGO 2

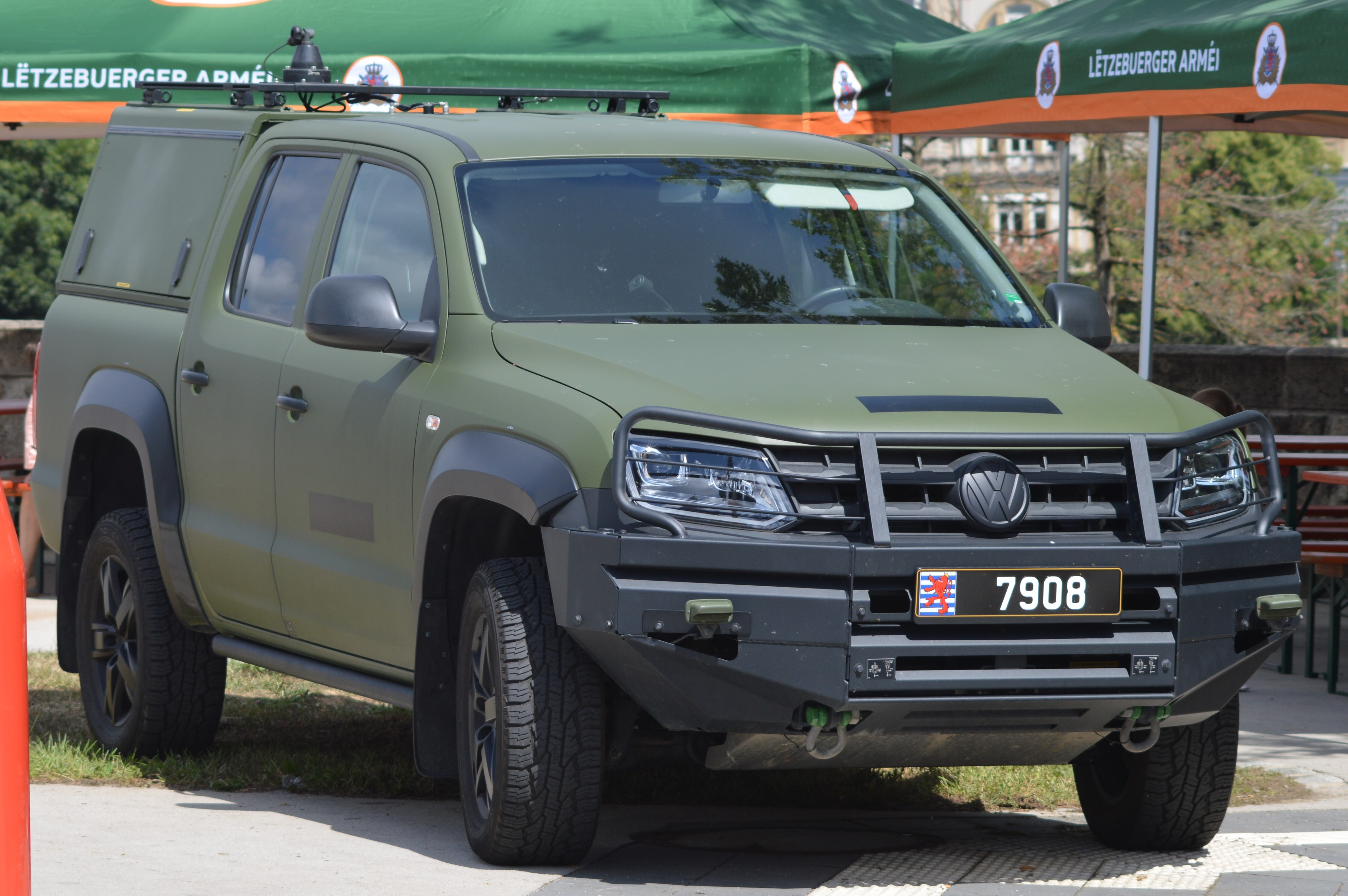
VW Amarok, benutzt als LMPV

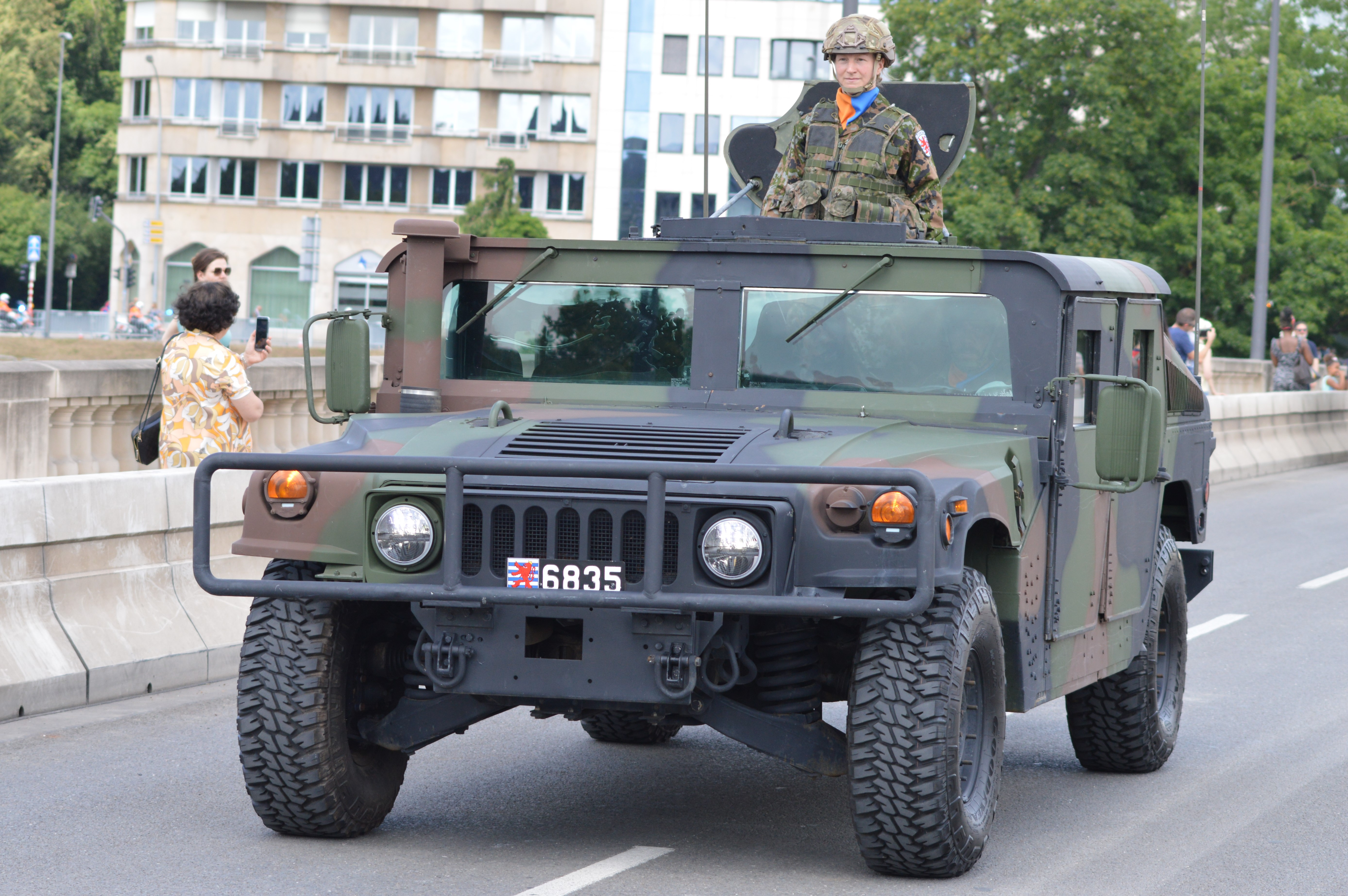
HMMWV M11

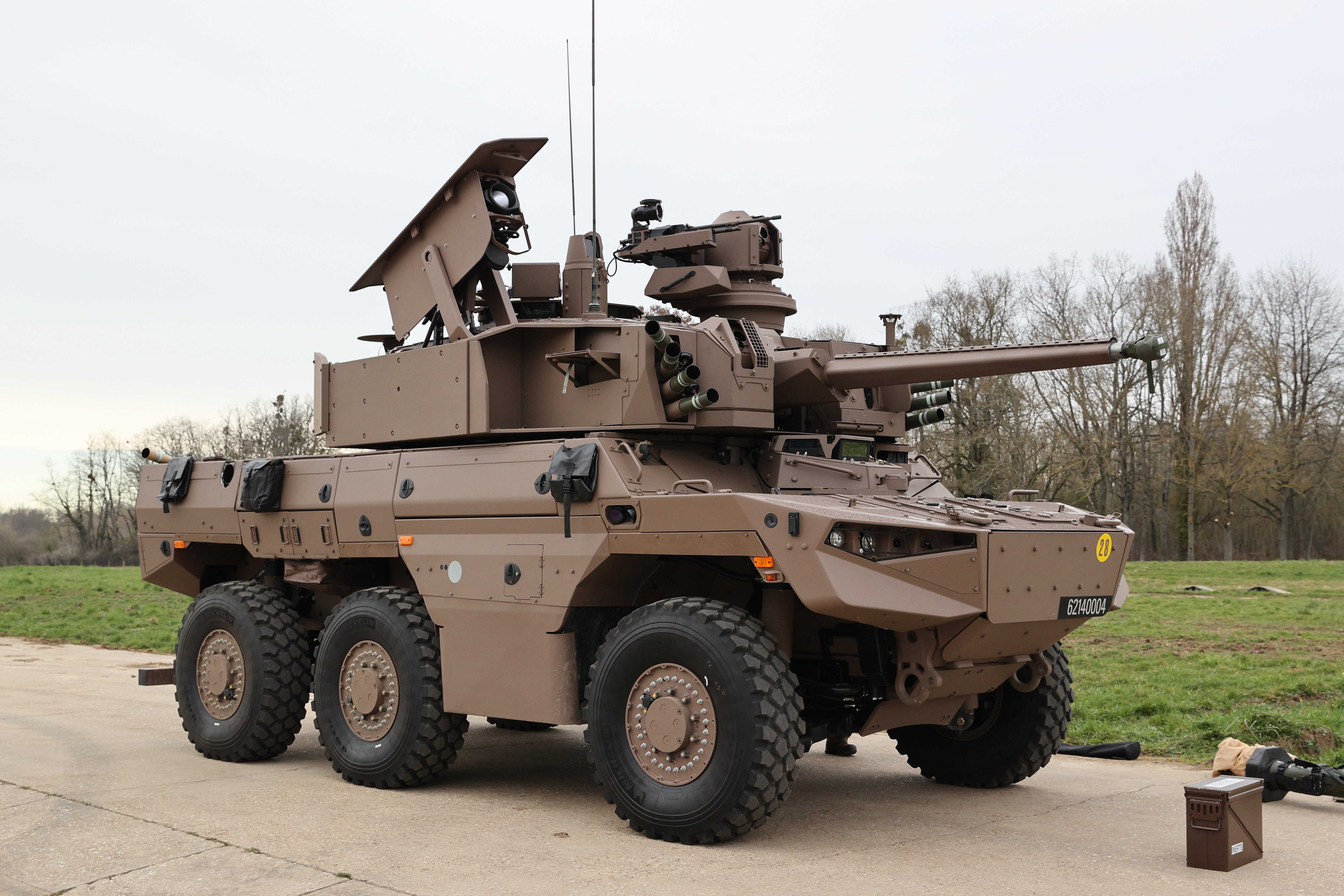
EBRC Jaguar

- NLAW Panzerabwehrlenkwaffe
- Heckler & Koch MP5 9mm

### Radfahrzeuge
- 43 HMMWV (acht Varianten, meist als „M1114 Armored“)
- 48 Dingo 2 PRV Aufklärungsfahrzeug
- 31 Scania G 480 (zum Teil gepanzert)
- 23 VW Amarok (davon drei als „taktisches Krankentransportfahrzeug“)[29]
- Unimog U 5000

Luxemburg bestellte im September 2022 insgesamt 80 Eagle V, die bereits ab Ende 2024 ausgeliefert werden sollen und die Fahrzeuge HMMWV und Dingo 2 ablösen. Das Gesamtvolumen des Vertrags soll sich auf 367 Millionen Euro belaufen.
Ziel dieser Planung aus dem Jahr 2021 war, neben der einheitlichen Ausstattung auf Kompanieebene, auch eine engere Anlehnung an das Belgische Heer als privilegierter Partner.
Luxemburg entschied sich im Mai 2024 doch für die Beschaffung von 16 gepanzerten Mehrzweckfahrzeugen des Typs Griffon und erweitert seinen Fuhrpark noch mit 38 gepanzerten Aufklärungs- und Kampffahrzeugen des Typs Jaguar und 5 leichten gepanzerten Mehrzweckfahrzeugen des Typs Serval. Alle Fahrzeuge werden mit modernen Aufklärungs- und Kampfsystemen ausgestattet.

### Luftfahrzeuge
- 1 Airbus A400M Atlas
- 2 Airbus H145M (Mitnutzung neben der Polizei)[18]

### Weiteres Gerät
- Funkgerät PR4G
- Tactical Battlefield Management Systems: T-BMS, Commander von Thales
- Remotely Operated Thermal Observation Sight: ROTOS von Thales

### Satellit
Am 31. Januar 2018 wurde der Luxemburger Satellit GovSat-1 mit einer Trägerrakete Falcon 9 von Cape Canaveral in den Orbit geschossen. GovSat-1 dient sowohl militärischen (Aufklärung oder Feindsichtung) als auch zivilen Zwecken und wurde im Rahmen einer Public-private-Partnership aus öffentlichen und privaten Mitteln finanziert. 2018 wurde beschlossen, bis 2020 für 170 Millionen Euro einen weiteren Satelliten (Erdbeobachtungssatelliten) einzusetzen, der sich auf niedriger Erdumlaufbahn in einer Höhe von 450 Kilometern befinden und vor allem die Sahel-Zone in Afrika sowie den Mittelmeerraum überwachen sollte. Allerdings musste das Budget für den Satelliten NAOS als Teil des LUXEOSys aufgrund von ungenauer finanzieller Planung 2020 um 139 Millionen Euro erweitert und der Start auf 2023 verschoben werden. Durch Probleme mit der Trägerrakete Vega-C des Unternehmens Arianespace soll der Satellit nun zwischen Ende 2024 und Anfang 2025 mit einer Trägerrakete Falcon 9 in den Orbit geschossen werden.

## Standorte
Der Führungsstab befindet sich in der Hauptstadt. Hauptquartier ist die Caserne Grand-Duc Jean, welche sich seit 1955 auf dem Gipfel des Herrenbergs nordöstlich der Stadt Diekirch befindet. In Waldhof, im Camp Major Jules Dominique, befindet sich ein Munitionslager. Es dient gleichzeitig als Stützpunkt des Kampfmittelräumdienstes Sedal (Service déminage de l'armée luxembourgeoise).
Truppenübungen finden unter anderem, in Kooperation mit belgischen Streitkräften, auf dem Truppenübungsplatz Lagland in Belgien statt.

## Bilder

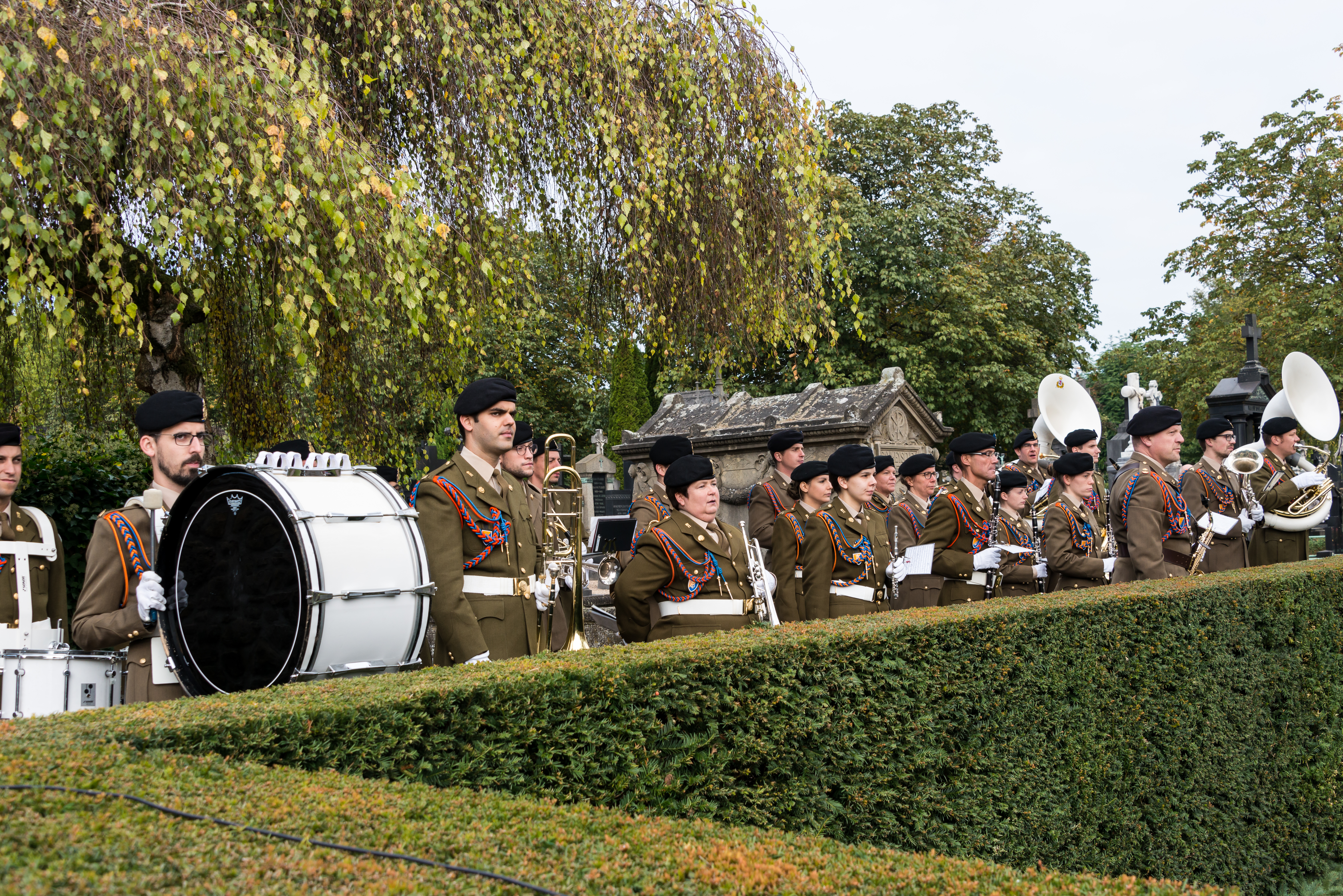
Luxemburger Militärmusiker
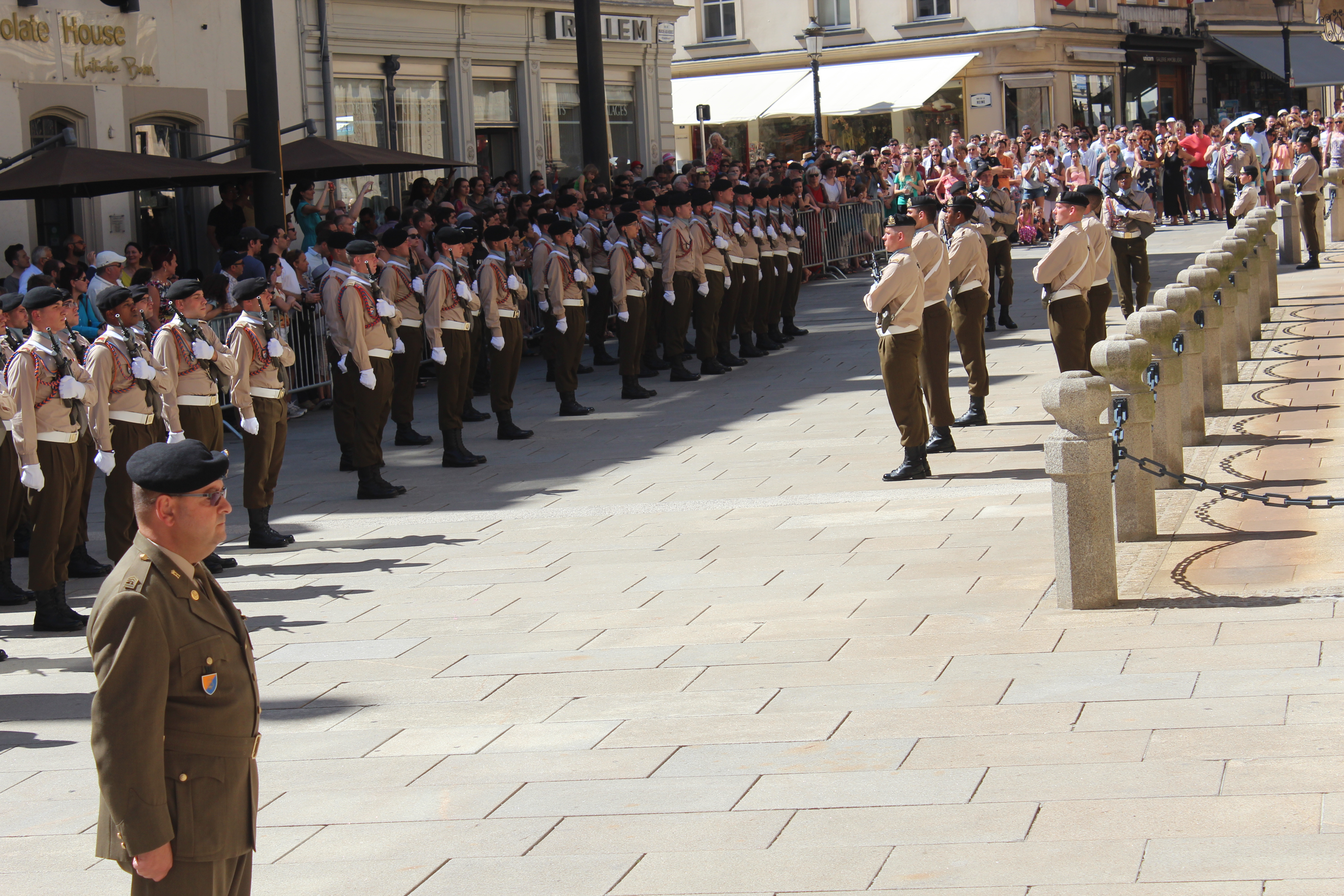
Wachwechsel vor dem Großherzoglichen Palais
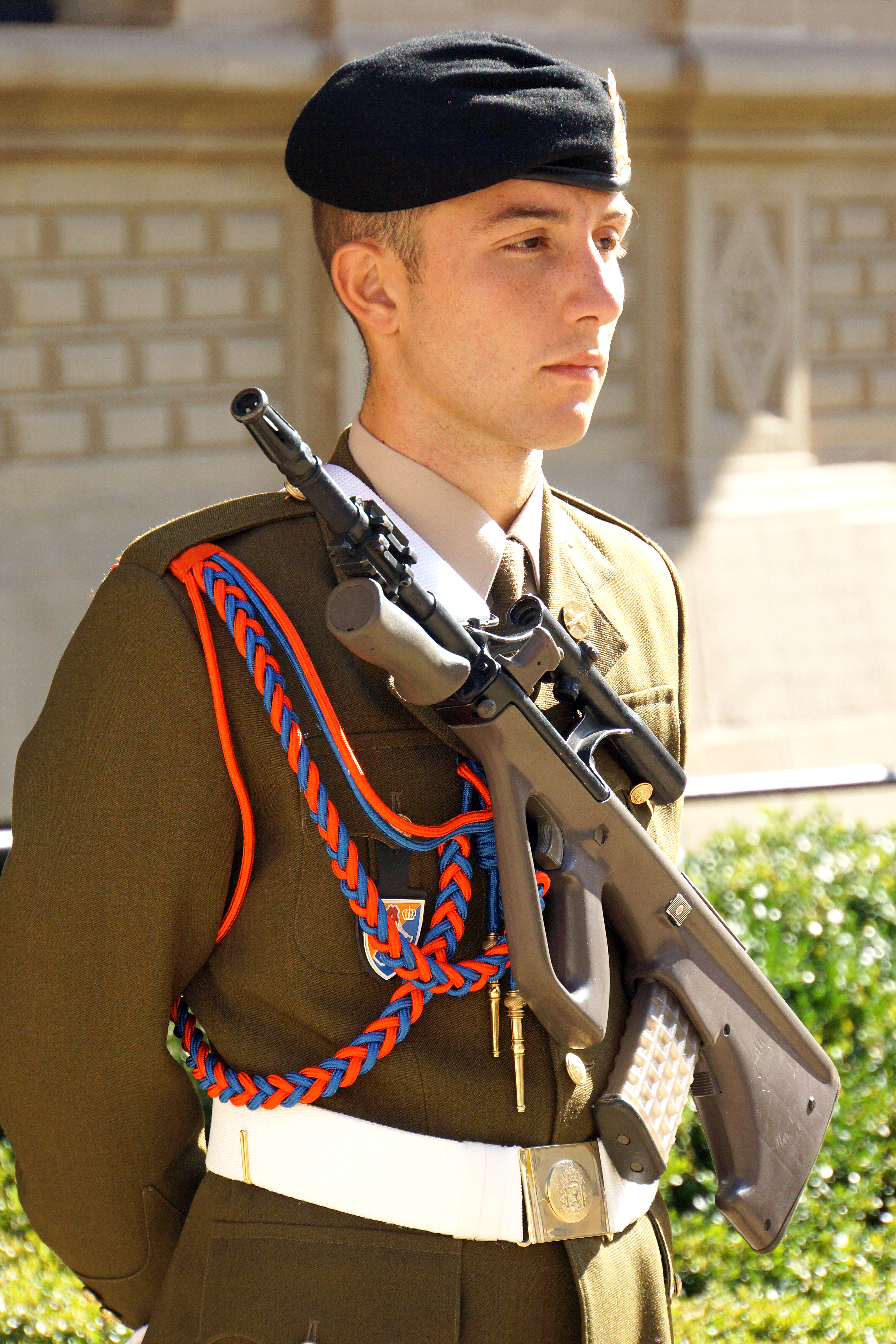
Wache vor dem Großherzoglichen Palais
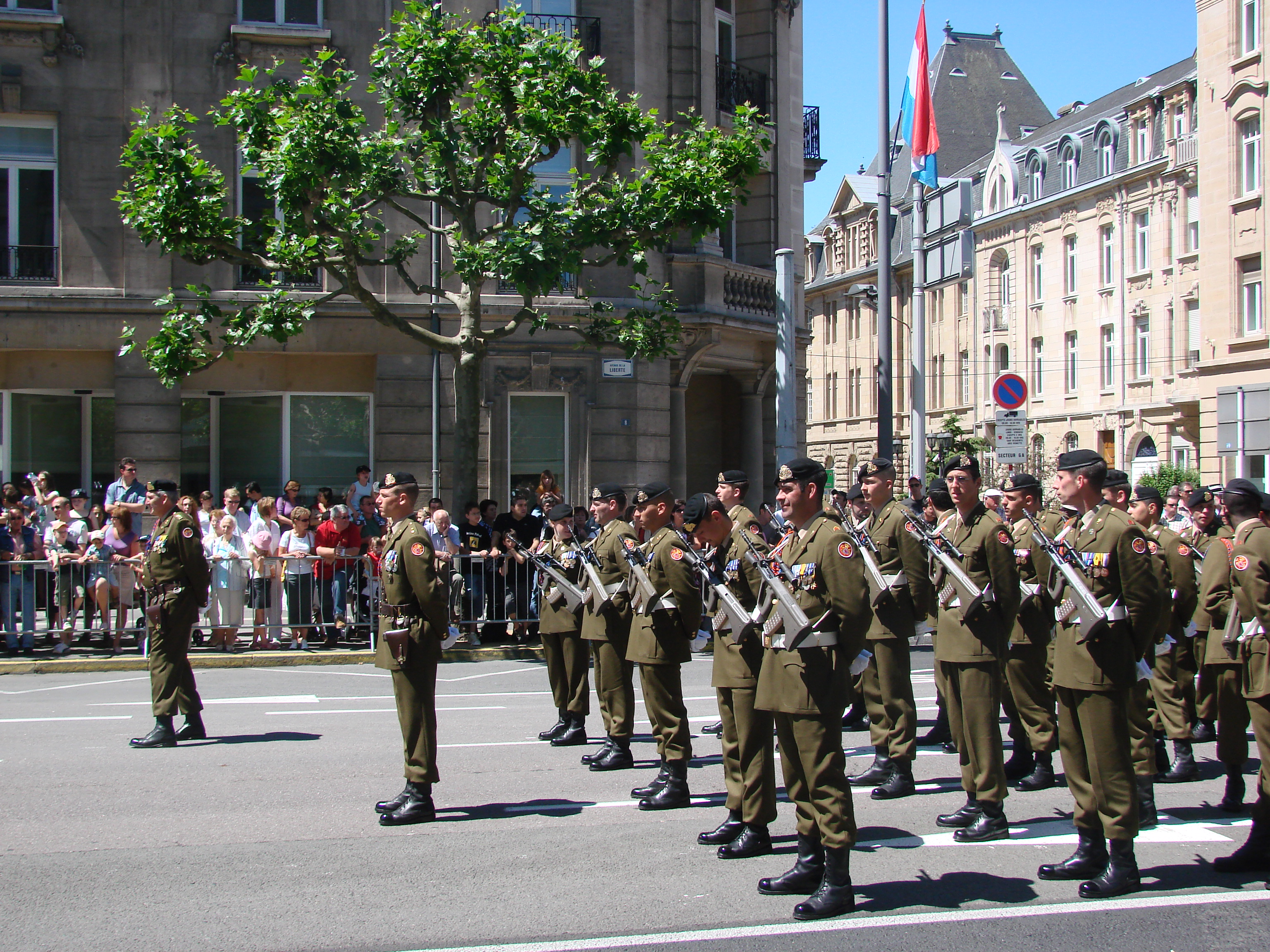
Soldaten am Nationalfeiertag 2008

## Militärmuseum
Das Militärmuseum in Diekirch verfügt mit u. a. einem Jagdpanzer 38, einem M4 Sherman, einer 155er Haubitze M114 über wesentlich mehr schwere Waffen als die aktiven Streitkräfte. Ein weiterer Kampfpanzer sowie mehrere Flugabwehrkanonen Kaliber 88 befinden sich als Denkmäler zur Ardennenoffensive bei Ulflingen/Troisvierges, Wiltz und Ettelbrück.
Alle diese Waffen sind nicht mehr funktionstüchtige Hinterlassenschaften der Alliierten aus dem Zweiten Weltkrieg und nur noch als Ausstellungsstücke oder Denkmäler in Gebrauch.